# Agnieszka Bielska-Brodziak
Agnieszka Monika Bielska-Brodziak (ur. 7 maja 1969) – polska radczyni prawna, specjalistka teorii prawa, wykładowczyni Uniwersytetu Śląskiego w Katowicach.

## Życiorys
Ukończyła studia prawnicze na Wydziale Prawa i Administracji Uniwersytetu Śląskiego (tytuł magistra, 1994) oraz bankowość i finanse Wydziale Finansów i Ubezpieczeń Akademii Ekonomicznej w Katowicach (magisterium, 1998). Odbyła aplikację prokuratorską (1994–2000), sędziowską (2000–2002) oraz radcowską (2004–2006). W 2003 rozpoczęła studia doktoranckie. W 2008 doktoryzowała się na UŚ na podstawie pracy Interpretacja prawa podatkowego w świetle orzecznictwa sądów (promotor – Zygmunt Tobor). Habilitację w zakresie nauk prawnych uzyskała na UŚ w 2018, przedstawiając dzieło Śladami prawodawcy faktycznego. Materiały legislacyjne jako narzędzie wykładni prawa.
Przez 10 lat pracowała w zawodach prawniczych (prokuratura, sąd, kancelaria radcowska). W 2006 została zatrudniona w Katedrze Teorii i Filozofii Prawa UŚ, początkowo jako asystentka, a od 2008 na stanowisku adiunkta, następnie profesora uczelni. Powołana na rzeczniczkę praw studenta i doktoranta UŚ w kadencji 2020–2024, a następnie w kadencji 2024-2028.
Jako badaczka specjalizuje się w problematyce interpretacji prawa, etycznego i prawnego statusu zwierząt, bioetyce (zwłaszcza zagadnienia płci prawnej).
Współautorka artykułu Po co prawnikom Wikipedia?, w którym rozważa praktykę korzystania z Wikipedii przez prawników.

## Publikacje książkowe
- Interpretacja tekstu prawnego na podstawie orzecznictwa podatkowego / Agnieszka Bielska-Brodziak. Warszawa : Wolters Kluwer, 2009, ISBN 978-83-7601-475-3.
- Odpowiedzialność majątkowa funkcjonariuszy publicznych za rażące naruszenie prawa : komentarz / red. Agnieszka Bielska-Brodziak. Warszawa : Lex a Wolters Kluwer business, 2011, ISBN 978-83-264-1518-0.
- O czym mówią prawnicy, mówiąc o podmiotowości / red. Agnieszka Bielska-Brodziak. Katowice : Wydawnictwo Uniwersytetu Śląskiego, 2015, ISBN 978-83-8012-439-4.
- Urzędnik jako strażnik realizacji ustawowych obowiązków wobec zwierząt : praca zbiorowa / pod red. Tomasza Pietrzykowskiego, Agnieszki Bielskiej-Brodziak, Karoliny Gil i Marka Suski. Katowice : Wydawnictwo Uniwersytetu Śląskiego, 2016, ISBN 978-83-8012-992-4.
- Wstęp do prawoznawstwa / Józef Nowacki, Zygmunt Tobor ; (Sławomir Tkacz, Aleksandra Wentkowska, Agnieszka Bielska-Brodziak, Lidia Rodak, Iwona Bogucka). – 5. wyd. [popr. i uzup.]. Warszawa : Wolters Kluwer, 2016.
- Śladami prawodawcy faktycznego : materiały legislacyjne jako narzędzie wykładni prawa / Agnieszka Bielska-Brodziak. Warszawa : Wolters Kluwer, 2017, ISBN 978-83-8107-712-5.